# أمل (مسلسل)
أمل- عودة الامل هو مسلسل اجتماعي سياسي تشويقي من إنتاج المركز العربي للإنتاج الإعلامي -الأردن، عام 2011. المنتج عدنان العواملة، المنتج التنفيذي طلال العواملة، إخراج محمد لطفي، كتابة جمال القيسي، وبطولة منذر رياحنة، نبيل المشيني, مارغو حداد, وآخرون.
يعالج العمل فترة غزو العراق للكويت، وما نجم عن هذا الغزو من تأثيرات سياسية واقتصادية واجتماعية انعكست سلبا على المغتربين الذين عادوا للأردن ممثلين بما يتعرض له مصطفى وزوجته من أحداث في العمل والحياة.

## القصة
يضطر كل من مصطفى وزوجته رولا لمغادرة الكويت إلى الأردن إثر غزوها من قبل العراق، وفي الطريق يعثران على طفلة رضيعة نجت من حادث تعرضت له عائلتها، فيجد الزوجان انفسهما مضطرين للقول أنها ابنتهم بالرغم من محاولاتهما اليائسة بالبحث عن خيط يدل على أهل الطفلة فيصطحباها على أنها ابنتهما لتعيش في كنف العائلة حتى يظهر والدها الحقيقي وهنا تتعقد الأحداث وتستمر حتى تبلغ أمل الحادية والعشرون. يعمل مصطفى في خضم تلك الاحداث كمدير لشركة المياة التي يمتلكها والده، والتي تتعرض لمشاكل من قبل بعض الأشخاص الذين افرزتهم الحرب مما يدفع بالعائلة لبيع الشركة وأملاكها.

### بطولة
عبير عيسى، نبيل المشيني، مارغو حداد، منذر رياحنة، أحمد العمري، حسن الشاعر، رزان الكردي, شمم الحسن، سامي الشيخ, رزان الكردي, واخرون.